# Штуцвек

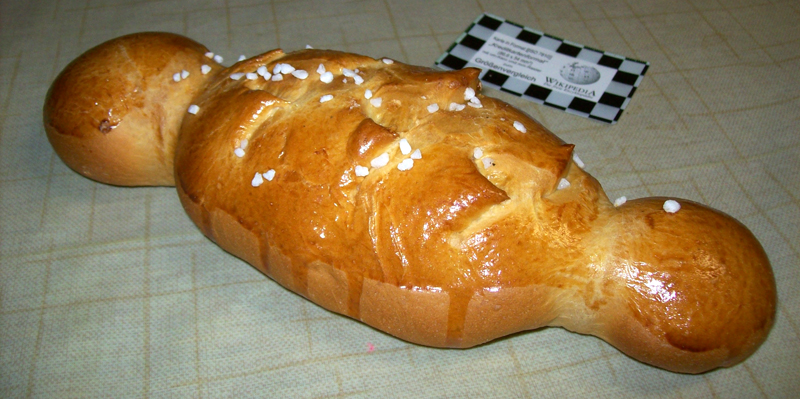
Нойярсбопп

Шту́цвек (нем. Stutzweck) — традиционная обрядовая выпечка во Франкфурте-на-Майне на Сильвестр. Представляет собой вытянутой формы сладкую белую булку из дрожжевого теста с двумя головами на концах, символизирующими старый и новый год, и поперечными надрезами по всей длине, обозначающими двенадцать месяцев. Съеденный в новогоднюю ночь штуцвек обещает удачу. Франкфуртские булочные выпекают штуцвеки строго под Новый год и 31 декабря даже продлевают для продажи штуцвеков часы работы почти до полуночи.
Свою историю штуцвеки ведут с начала XIX века, когда горожане собирались в последний день года в булочных на новогоднюю игру в кости за прилавком. Выигравший получал в награду штуцвек. После закрытия булочных франкфуртцы отправлялись в пивные заведения, где пили за Новый год пунш или яблочное вино.
В Майнце пекут похожей формы обрядовый хлеб — «новогоднюю куклу» нойярсбопп, которую режут на порции, как батон.